# 大番長
『大番長-Big Bang Age-』（だいばんちょう ビッグ バン エイジ）は、アリスソフトが2003年12月19日に発売した18禁シミュレーションゲーム。

## 概要
『大悪司』に続く「地域制圧型シミュレーション」の一つ。『大悪司』の舞台は大阪をモデルとした架空の都市オオサカであったが、本作の舞台は日本全土に広がっている。よって、北海道や京都など、ある程度地域性に根ざした設定を持つライバル勢力も登場する。
ストーリーの流れは「学園編→県内編→全国編」と区切られており、各編ごとに別々のマップを攻略しながらストーリーが進む。いわゆる「番長もの」をモチーフにしているため、極道ものであった『大悪司』に比べるとストーリーは比較的ライトなものになっている。
システムは基本的に『大悪司』を踏襲しているが、設定にあわせたシステムの変更がなされていたり、スキルが使いやすくなっているなどの変更がある。
なお、ALICEの館7の『大番長外伝』でゲームのアンケートの結果やショートストーリーが収録されている。
また2007年、同人サークル「NRF」が大番長の作品世界を元にした対戦型格闘ゲーム『BIGBANG BEAT 1st Impression』を発表し話題となった。

## あらすじ
200X年。突如として日本の中心に大穴が開いた。後に「魔界孔」と呼ばれるそれの出現に伴い、天変地異によって日本は列島の姿を失った。
時を同じくして各地に現れた結晶「Bストーン」は人間に超常の能力を呼び起こす。能力を手に入れた者達は特体生と呼ばれ、一般人達の恐怖の対象となり、日本は暴力と恐怖が支配する暗黒時代に突入する。
そして時は流れ、一人の男が全国に大きな嵐を巻き起こす。

## 登場人物

### 主要人物
斬真 狼牙（ざんま ろうが）
主人公。秩序の崩壊した日本を変えるために全国制覇を目指す。かなりの女好きだが正義感は強く、仲間からも慕われる。白い学ランを着用しており、それに由来した「ホワイトファング」の異名で知られる。「ナスのヘタ」などと揶揄される特徴的な髪型をしているが、それを指摘されると怒る。
天楼 久那妓（てんろう くなぎ）
狼牙の許婚。気が強くクールだが、狼牙への信頼は人一倍厚い。魔界孔が出現した11年前から狼へ変化するようになってしまっており、初登場時は人間の姿に戻ることも難しい状態。闇崎から手に入れた学聖ボタンの力を使って人間の姿に戻るが、パワー不足で本来より数年分幼い姿になってしまった。
京堂 扇奈（きょうどう せんな）
狼牙のもとに血まみれで現れた謎の少女。巫女服を思わせるカンサイ地方の制服を着ている。礼儀作法に通じ、明るい性格。B能力は「超回復」と呼ばれる驚異的な再生能力で、ゲーム中でも毎ターンHPが全回復する同名のスキルを持っている。
護国院の学生であり、鬼堂衆一番隊隊長にして今代の護国の巫女。他の傀儡に比べ人間性も力も比べ物にならないが、その感情が原因で力が不安定であり、それを危険視した護国院に殺されそうになったが生き延び、神威によって狼牙の元に運ばれた。
斬真 豪（ざんま ごう）
狼牙の兄。容姿は弟と似ているが非常に貧弱で、人呼んで（というより自称）「至上最弱の男」。言動も軽薄だがかなりの切れ者であり、その情報収集能力や頭脳で狼牙軍団をサポートする。
ゲーム中でも能力値は極めて低いが、内政能力だけは突出して高く、隠された場所やアイテムを発見するスキル「探索」を持つ。また、貧弱なのは理由あって自らの力を封印しているためであり、最終的に本来の力を取り戻す（ゲーム終盤の狼牙に匹敵する程）。その正体は伝説となった学生連合初代総長であり、恋人であった護国の巫女雪菜を喪うなどの苦難を受けながらも狼牙を育て導くことで最終的な解決を目指していた。
日比生 咲苗（ひびき さなえ）
転入した狼牙のクラスの委員長。聖城学園に平和を取り戻すために、自分自身を対価にして狼牙に闇崎アキトの打倒を願う。
姫乃宮 華苑（ひめのみや かえん）
学生連合総長代行であり、様々な事業で知られている大企業「姫乃宮グループ」の会長の娘でもあるお嬢様。キュウシュウから来る難民の対応や、自ら足を運んで各地を視察するなど、数々の仕事に忙殺されている。全国編の途中で学連が壊滅したあと、狼牙軍団を頼る形で仲間になる。
高羽 沙枝（たかばね さえ）
旧甲賀忍者学校の女生徒。狼牙の動向監視兼刺客として放たれた。暗殺しようとしたところを返り討ちにされ、捕虜として狼牙軍団に身を置くうちに狼牙のことを主と見込み、狼牙軍団に志願する。狼牙より2つ年上。几帳面な性格。
シオン
錬金術師・月臣遥（つきおみ よう）によって作られた魔導人形。製作過程で感情が芽生えており、肉体的に成長しないことを除けば人間同様。遥の死後も「死」というものを理解できずに遥の世話をし続けていたが、訪れた狼牙によって事実を知らされ、遥の遺言に従って狼牙に同行する。
久我 匡一郎（くが きょういちろう）
狼牙の親友。影を自在に操るB能力を持つが、能力を手に入れたときに片目を失っている。修行を積んでいたが、全国編の序盤で狼牙のもとに現れ、仲間になる。
神威（かむい）
聖城学園を制覇した狼牙の前に現れ、扇奈を狼牙の元に置いていった謎の男。その後も全国各地で暗躍を続ける。
その素性は久那妓の兄。生前に魔族に取り憑かれており、魔界孔を開いた張本人。その際に豪に殺されているが、魔族が死体を動かしている。神威自身も精神体となって行動しており、事情を知らない人物には度々混同される。

### 学園編

#### 聖城学園
狼牙が転入してきた高校。本編初期では闇崎アキトによる恐怖政治が敷かれている。
陣内 兵太（じんない へいた）
狼牙のクラスメイト。自称「漢を目指す男」。実力は未熟だが迷いの無い男気を狼牙に認められ、狼牙の元で漢になる決意をする。咲苗に好意をもっているが告白しておらず、結果的に狼牙に先を越されてしまった。ある条件を満たすとスーパー兵太にパワーアップする。
成瀬 有紀（なるせ ゆうき）
狼牙のクラスメイトで兵太の親友。改造エアガンを使い、百発百中の腕前を持つ（狼牙曰く「兵太より頼りになりそう」）。もの凄い童顔で中性的な体格をしている。声色も女寄りであるため、些細な行動で兵太などに女性と錯覚させている。
特定の条件を満たすと、生まれた時から男として育てられてきただけで本当に女性だったということが発覚し、名前が成瀬ユキに変化、格好もやや女性的なものになる。しかし、ユキ化と両立しない別のイベントでは男性であるとしか思えないような描写もされる。
中西 剣道（なかにし けんどう）
武道の名門の出身で中西弓道の双子の姉。剣道一筋で勝気な性格。竹刀による二刀流の使い手。後述の宮里軍団を先に仲間にすると、中西姉妹は仲間に出来なくなる。
中西 弓道（なかにし きゅうどう）
剣道の双子の妹。姉同様、名前通り弓道の達人。姉とは対照的に内気な性格。狼牙から「弓ちゃん」と愛称で呼ばれる。名前が名前なので、本名を名乗っていると思われない事が多い。
宮里 絵梨花（みやざと えりか）
ショーコ、サキと共に「宮里軍団」を結成し、二人からは「エリさん」と呼ばれている。人呼んで「チェーンのエリ」。スケ番としてつっぱっているがいい人ぶりが隠しきれていない。中西姉妹を先に仲間にすると、宮里軍団は仲間に出来なくなる。
ショーコ
宮里軍団の一員で「食い意地のショーコ」。絵梨花の腰巾着で戦闘能力は皆無。狼牙から「岩海苔」と呼ばれている。
サキ
宮里軍団の一員で「カミソリサキ」。マスクと金髪のロングヘアで顔がはっきりとは判らない。
月読 きなこ（つきよみ きなこ）
オカルト研究会会長。常に抱えている不気味なぬいぐるみの「グリモアちゃん」や友達の幽霊といつも会話している不思議ちゃん。怪しい研究・実験をよく行っている。
山本 無頼（やまもと ぶらい）
ボクシング部所属。病弱な妹の入院費のために闇崎に従っており、狼牙軍団に加わったあとも悪事に加担したことを悔やんでいた。糸目が特徴的で、真面目一辺倒の彼を親しみやすくしようと狼牙に「糸目男爵」というあだ名をつけられることも。女性に対する免疫が無く、女性を前にすると緊張する。霊感が強いが、本人は幽霊などのオカルトを非常に苦手としており、そのためにきなこと同時に仲間にすることはできない。
堂本 瑞貴（どうもと みずき）
いつもスクール水着を着ている少女。何事も占いで決める極度の占い好き。水泳部に入部したのも占いの結果だが、選手としての実力は全国クラス。
根岸 ななな（ねぎし ななな）
ソフトボール部に所属する気弱な少女。常にブルマ姿。打撃 (野球)の実力はかなりのものだが、性格が災いして本番では萎縮してしまうタイプ。瑞貴とは二者択一。
フランシーヌ 山吹（フランシーヌ やまぶき）
保健の女教師。150センチ以下の美少年を好むショタコン。有紀の貞操目当てで仲間になる。
伊集院 玉利（いじゅういん たまり）
理科の教師。美少年、美少女を好む変態。有紀の貞操目当てで仲間になる。性癖の関係上フランシーヌとは互いに仲が悪く、どちらか片方しか仲間にできない。
針山 紙魚子（はりやま しみこ）
図書委員。先輩である咲苗を慕っており、闇崎との戦いを境に図書委員を辞めた咲苗が復帰することを望んでいる。
闇崎 アキト（やみざき アキト）
自称「闇のアギト」。所持者に力を与える「学聖ボタン」を手に入れ、学園の暴君として君臨する。昔はロッカー（ギタリスト）だった。
学園編のボスキャラで、プレイヤーの最初の障害となる。狼牙に敗れて学園を追放された後は紆余曲折の末に改心し、全国編である条件を満たすと仲間になる。満たしていない場合、ある場所で敵として再び登場することになる。

### 県内編

#### 戦争寺学園
PGGの傘下にある闘京の一大勢力。通称「戦争寺」。
金剛丸 三蔵（こんごうまる さんぞう）
戦争寺学園の番長で、応援団団長。かなりの巨体で、「鉄壁の金剛丸」の通り名を持つ。腰にチャンピオンベルトの形状をした、特注品の携帯電話を巻いている（普通のサイズの携帯電話では小さすぎるため、妹の彩からプレゼントされたものらしい）。仁義ある性格で部下からも人望が厚い。獄煉を先に攻め落とすと殺害されるほか、戦争寺を攻め落としても大悟を仲間にしていると仲間にはならない。
金剛丸 彩（こんごうまる あや）
三蔵の妹。戦争寺学園の執行部長。冷徹な性格で、「鉄血の金剛丸」とも呼ばれている。子供の頃、同名の焼肉屋が近所にあったことからイジメられ、それ以来、彩を苗字で呼ぶことはタブーとなっている。
加倉井 潤（かくらい じゅん）
戦争寺応援団の一人。色黒で生真面目そうな顔立ち。「ぴーちゃん」と呼ぶ雀とよく戯れており、曰く前世の恋人らしいが、その雀たちをことあるごとに踊り食いしている。
二階堂 光弘（にかいどう みつひろ）
戦争寺応援団の一人。元園芸部だが、三蔵に憧れて応援団に入った。気弱な性格で応援団の気迫に怖気づいてしまうことが多い。
堀田 大悟（ほった だいご）
戦争寺学園の統治下にある「鋼学園」の学生。彩に惚れており、戦争寺に協力しているのも彩にいい所を見せたいという気持ちの方が強い。暑苦しく、すぐ周りが見えなくなる一直線な性格。インパクトのある登場をしたがる。全国編である条件を満たすと、デビル大悟にパワーアップする。
ブルー3に憧れてジークンドーを独学で学び、いつもジャージ姿。本人から見て左胸の所にGのマークが書かれている。本人曰くジャージの「G」らしいのだが、本当のイニシャルは「J」であることに気づいていない。

#### カントウ獄煉
韋駄川煉をリーダーとする暴走族の集団。通称「獄煉」。県内編冒頭で戦争寺から独立、狼牙軍団・戦争寺と三つ巴の抗争となる。
韋駄川 煉（いだがわ れん）
獄煉を取り纏めている「750学園」の番長。親友の北斗を死なせたことを今でも悔やみながら、戦争寺から独立を宣言、全国制覇を目指す。戦争寺を先に攻め落とすと殺害されるほか、獄煉を攻め落としても旋風寺京子を仲間にしていると京子によって殺害される。そのうえ、仲間にしたあとも特定の条件を満たすと死亡イベントが発生する。
飛谷 摩利夫（ひたに まりお）
獄煉に協力しているカウボーイ姿をした「嵐野学園」の学生。常にギターを持ち歩いており、恋人であった「明日香」の仇を探しているらしい。人間椅子が得意。
ノーマルモードではスキルを持たず能力も平凡だが、ハードモードでは特殊なスキルを習得することによってゲーム攻略上重要なキャラとなる。
旋風寺 京子（せんぷうじ きょうこ）
旧姓「日置嶋」。闘京で獄煉のメンバーとして活躍していた伝説のスケバン。北斗の死後、煉とは疎遠となり一人でゆうなを育てていた。躾に厳しく、悪いことは悪いと叱れる良き母親である。
旋風寺 ゆうな（せんぷうじ ゆうな）
京子と北斗の子供。北斗が亡くなった後に産まれたので、父親の顔を知らない。京子の会話イベントで狼牙に父性を見出し、よく懐いている。条件を満たせばユニットとして仲間に加わる。子供なので戦闘力は皆無だが有用なスキルを持つ。
旋風寺 北斗（せんぷうじ ほくと）
京子の夫で、ゆうなの父親。本編から3年前に、獄煉での抗争によって帰らぬ人となった。ゆうなのイベントでゆうなと会話をすることがあり、茶目っ気が過ぎてゆうなの教育に悪影響を及ぼしている。
崎村 竜二（ざきむら りゅうじ）
獄煉の幹部。甘党で、中でもあんパンが好物。愛読書は暴走族漫画らしい。狼牙から「アンパンマン」の称号を貰う。

#### その他
桜だもん 千紗（さくらだもん ちさ）
先祖代々看守の仕事を受け持ってきた桜だもん家の一人娘。捕らえた敵の看守を担当する。
ボス林（ボスはやし）
もぐ恵（もぐえ）
ふ〜みん

### 全国編

#### 学生連合
オカヤマを拠点とした組織。通称「学連」。もともとは魔界孔の出現によって荒廃化しつつある日本を纏めるため、全国の治安を回復、管理するために創立された組織。しかし二代目学連総長の姫乃宮轟火（華苑の兄）が暗殺されてから、各勢力は学生連合を無視して独自の行動を取るようになり、現在では形骸化してしまっている。
樟葉 真央（くずは まお）
秘書課に所属し、華苑の秘書兼世話係を務めている気弱な少年。華苑への忠誠心は厚い。

#### PGG
「Panzer Gruppe Gynjou」の略で、シズオカを拠点にしている勢力。勢力傘下エリアは志津岡・秋波原・樹界・塔鳥・闘京。
学聖暦5年に勃興した勢力で、当時の関東を統治していた「ダイトウ共栄圏」の自治組織の一つに過ぎなかったが、先代総長「五代」が戦車の開発に成功。各エリアに侵攻し、ダイトウ共栄圏を下克上して支配権を確執した。
特体生の数は少ないが、強力な戦車を大量生産する事で大規模な戦力を整えている。軍人気質の学生達による一種の軍政に近い統治が行われている。五代時代は善政の時代だったが、二年目に五代総長が暗殺されて現政権に移行してからは、支配領域のBストーン産出のエネルギー田で多くの関係者が重労働を強いられるほどの徴収ノルマを課すなどの圧政を敷いている。また、数年前は最大勢力の護国院と大規模な戦争をしていた経緯があり、現在も両勢力は緊張状態にある。
銀城 智香（ぎんじょう ともか）
PGG二代目総長。心優しい性格の女性だが、総長としての重圧に耐えられず、そこをムラタにつけこまれて組織全体を狂わせてしまった。PGG壊滅時に条件を満たしていれば仲間になるが、満たしていない場合はムラタに殺害される。
ムラタ
PGG副長。狡猾、自分勝手な性格で、部下からの信頼は皆無。智香の弱みを握り、傀儡にして裏で操っている。
桐原 武士（きりはら たけし）
戦車隊隊長。PGGの現状を苦々しく思ってはいるが、自分の持ち場の堅持に徹している。
朝狗羅 由真（あさくら ゆま）
PGGに利用されている足が不自由な少女。B能力によって電脳世界を自在に操り、戦車隊のサポートをしている。仲間にすれば、その能力によって逆に戦車隊を無力化できるようになる。
篠田 勘助（しのだ かんすけ）
PGGの兵器開発主任。ムラタの横暴に我慢できず、新型戦車の設計図を持って逃亡する。仲間になったあとは、軍資金と引き換えに戦車を製造して戦力に加えることができる。
クレオ・アリパ
PGG傘下にある塔鳥を治めているアリパ家の3代当主。中東系の格好をした幼い少女。非常に我侭で、いつもお菓子を食べている。魔法のランプを所持している。
ランプの魔神
アリパ家に代々伝わる魔法のランプに封印されている魔神。いつもハイテンション。
グリーン
条件が揃えばイベントで登場するPGG一般隊員。この名前は摩利夫に勝手に付けられたもので、本名は不明。恋人の仇と勘違いされ、誤解が解けた後、無理矢理狼牙軍団に引き込まれる。

#### ナイトメア・アイズ
北の地に現れた吸血鬼の勢力で、トランシルバニアを拠点としている。勢力傘下エリアはトランシルバニア・サッポロ・アバシリ・エゾ・アオモリ。絶対的な王政が敷かれ、人間達は怯えた毎日を過ごしている。一部の人間は吸血鬼化が進み、理性を失くしてしまっている。
カミラ・バトリー
ナイトメア・アイズ総長。人間を見下し、恐怖で支配している。弟のプラムを溺愛しているかなりのブラコン。実はプラムによってヴァンパイアとして仕立て上げられた元人間の吸血鬼であり、条件を満たせば人間に戻り仲間になる。本来（人間に戻ってから）は心優しい女性。
梶山 章門（かじやま しょうもん）
サッポロ支配を担当している、吸血鬼化が進んだ人間。以前はホッカイドウ連合総長であり人格者として周囲から尊敬を集めていたが、カミラに大量の血を吸われ、現在では理性を失くしてしまっている。
ウルルカ
エゾの「摩周学園」の番長。戦友である梶山を変わり果てた姿にしたカミラを憎みながらも、エゾの人々を守るためにカミラに従っている。時間が経ちすぎると吸血鬼化させられてしまい、仲間にできなくなる。
月臣 鬼人（つきおみ きびと）
アオモリの支配を担当する錬金術師。シオンの生みの親、月臣遥の弟弟子であり、遥を殺害した張本人でもある。カミラによる暗示の結果、研究のためには手段を選ばない狂人と化しており、紅飛沫大門を狂戦士に改造した。狼牙軍団に捕獲されたあとは過去の行いを悔やみ、シオンに説得されて狼牙軍団に加わる。
紅飛沫 大門（べにしぶき だいもん）
鬼人に改造された巨漢の特体生で、破壊と殺戮の衝動に駆られている。仲間になってからも暴れん坊でぶっきらぼうな態度を取るが、行動そのものは善行ばかりである。
ねこ番長（ねこばんちょう）
黒の学ランを着た、二足歩行で喋るデフォルメされた猫。トランシルバニアに忍び込むがあっさり見つかり、殺されないために自分を売り込んだ。
プラム・バトリー
カミラの弟。普段はあどけない表情をした少年だが、実は300年以上の時を生きるヴァンパイアの王であり、ナイトメア・アイズの真の支配者。久那妓の持つ力を自分のものにすべく狙っている。
ミレル・バトリー
カミラに吸血され、暗示によって自分を「カミラの妹であるヴァンパイア」と思い込んでいる元人間の吸血鬼。トランシルバニアの人間牧場の管理を担当。カミラを強く慕っているが、当のカミラには軽蔑されている。暗示の影響で、カミラの前では本来の大人しい性格になるが、離れると吸血鬼らしい残虐さが露になる。カミラ同様ヴァンパイアではないが、カミラの妹というのは事実。
ブラック
条件が揃えばイベントで登場する、ナイトメア・アイズに属する学生。仲間になる経緯はPGGのグリーンと同じ。

#### 護国院
京を拠点とする全国一の規模を持つ組織。勢力傘下エリアは京・伊我・七良・関ヶ原・王阪・香辺。護国院には魔界孔の拡大を抑える「封印の巫女」が存在し、巫女の護衛と日本を守ることを目的としている。だが護国の巫女である雪菜は8年前に死亡しており、現在の巫女は雪菜の力を移された「傀儡」が勤めている。傀儡は出雲の手によって人工的に作り出された肉体であり、感情をほとんど持たない。巫女に選ばれた傀儡は魔界孔の封印の影響で2年程度で力尽き死亡し、そこまでの力を持てなかった者は現在の巫女が傀儡であることを隠す為に処分されるか鬼堂衆と呼ばれる鬼の面を被った戦闘部隊として活動する。
数年前のPGGとの戦争ではB能力を持った忍者集団によりPGG戦車部隊と互角以上の戦闘を繰り広げるなど組織の戦力は高い。
弐乃 静（にだい しずか）
護国院総長。盲目の美女で、穏やかだが護国と封印の巫女を守る為なら非情にもなる。人間の代謝能力を低下させるB能力を持つ。
弐乃 義経（にだい よしつね）
静の弟で、護国院の本拠地である「清瑞学園」の執行部長。かなりの合理主義者で、冷徹な判断を下す。
ベンケイ / 結奈沢 慶（ゆなざわ けい）
清瑞学園の番長。義経と仲が良く、「ケイ」と愛称で呼ばれている。いつも巨大な鎧を身に纏っているが、中身は小柄な少女。本人曰く怪力がB能力で、力をセーブするために鎧を纏っているらしい。護国院が崩壊すれば仲間になる。
五十嵐 紅美（いがらし こうみ）
香辺の「征嵐学園」執行部長兼番長。関西弁で喋る。静の方針に不満を抱き、香辺独立の機会を伺う。
柴崎 小五郎（しばさき こごろう）
征嵐学園の古株で、紅美の腹心。目を怪我し、現在は療養中。
渡 半蔵（わたり はんぞう）
護国院精鋭、伊我忍軍頭領。暑苦しい性格だが、部下には分け隔てなく評価をするため、信望が厚い。
葵 我門（あおい がもん）
半蔵の部下。任務に失敗した忍を裁く「罰組」の頭領。半蔵とは対照的に、身内に優しく、余所の忍者には厳しいため信頼はいまひとつ。
竹田 出雲（たけだ いずも）
錬金術師、月臣友禅（月臣遥、鬼人の師匠）の元弟子。現実と理想の狭間で揺れ動いている。
北条 深雪（ほうじょう みゆき）
出雲の助手。出雲に好意を抱いている。
小次郎（こじろう）
老人の姿をした怨霊。生前は剣士であり、人を斬ることに対する執着によって怨霊と化した。叢雲静梨や、各地の学生達に狂気を植え付け、操っている。
伊織（いおり）
深雪に付き従う、扇奈と同じ顔つきの少女。両性具有である。
ホワイト
条件が揃えばイベントで登場する、カントウの学生。仲間になる経緯はグリーン、ブラックと同じ。

#### 三国
独立勢力で、学生連合の命令に耳を傾ける、比較的友好的な勢力。かつては武道発祥の地として栄え、超硬派エリアとして有名だったが、平和が続いた事やとある事情から超軟派エリアに変貌してしまった。1年前に「万里の長城」が建造され、許可なく侵入することはできなくなっている。
毛利 尊賢（もうり そんけん）
頭脳明晰で「智の尊賢」と呼ばれている。尊拳の双子の兄。単純な尊拳を嫌っている。みちるを巡って尊拳とは恋敵の仲。
毛利 尊拳（もうり そんけん）
武闘派で「武の尊拳」と呼ばれている。尊賢の双子の弟。自分を馬鹿呼ばわりする尊賢を嫌っている。みちるを巡って尊賢とは恋敵の仲である。
項明 みちる（こうめい みちる）
三国のアイドル。その魅力で三国の学生たちを魅了しているが、本性は策士。三国を制圧して勢力を拡大した狼牙軍団に加わる。

#### スカルサーペント
キュウシュウ地域でホーリーフレイムと対立している勢力。勢力傘下エリアは死魔根・支国。前身は海賊組織で、元々は死魔根の海王学園番長であった「蛇王院 空也」が学園を離脱して結成した。身寄りが無かったり、学校にいられなくなった生徒達を保護していく内に一大勢力へと遂げた。キュウシュウ地域でホーリーフレイムが決起すると、キュウシュウ連合から乞われて対ホーリーフレイム戦の直線戦闘を担当しているが、キュウシュウ連合側の補給が滞るなどの問題もあり、次第に劣勢に陥っている。
複数の軍艦を有し、水上戦闘では無類の強さを誇る。
蛇王院 空也（じゃおういん くうや）
スカルサーペント総長。血気溢れ、カリスマを持つ男であり、狼牙と共通する所が多い。
河野 美潮（こうの みしお）
スカルサーペントの番長。番長だが周囲からは提督と呼ばれている。スカルサーペントの男達の間でアイドルのようになっているが、本人は空也にしか興味がない模様。
シャイラ・スタンジール
スカルサーペントの幹部であり、切り込み隊長。美潮同様空也に惚れている。
ウナムル
スカルサーペントの幹部。爆発物のエキスパート。「あっし」「でやんす」といったような腰の低い口調で喋る。美潮に惚れており彼女のことを「みっしー提督」と呼び慕うが相手にされていない。
加々尾 高臣（かがお たかおみ）
スカルサーペントの幹部。寡黙な射撃手。

#### ホーリーフレイム
日本の特体生達によって迫害を受けた在日外国人達が、日本の浄化を謳い決起した。迫害の記憶が消えない彼らにとって、日本人は皆穢れた存在だと信じ込んでいる。支配領域には日本人市民も存在しているが、日本制圧の暁には殺戮を予定している。キュウシュウ地域で急激に勢力を拡大し、対抗勢力であるスカルサーペントとキュウシュウ連合を相手に優勢を保っている。勢力傘下エリアはNAGASAKI・熊元。
ジャンヌ
ホーリーフレイムの総長。神の代行者を自称し日本人の殲滅を目指し進軍する。マリーシアに変化が起こることをあらかじめ知っていたふしがある。日本人のことを穢れし者と呼ぶ。
バイラル
ホーリーフレイム騎士団団長。昔ジャンヌに救われた経験があるらしく彼女に心酔している。日本人虐殺には何の疑問を持っておらず至極当然のことと思っている模様。
ジョドー
ジャンヌの側近であり、豪の情報をもってしても素性がつかめない老人。狼牙に瓜二つの「ブラック狼牙」を開発し狼牙軍団を混乱に陥れる。
アイレーン
ホーリーフレイム幹部。体を硬質化するB能力の持ち主であり、高い戦闘力を誇る。ホーリーフレイムの所業がただの復讐に過ぎないと理解している数少ない人物。
エクレール
ホーリーフレイム幹部。
マリーシア
ホーリーフレイムの聖歌隊に所属している少女。突如背中から黒い羽が生えたことで異端扱いされ、処刑を前提にして幽閉されてしまう。潜入した狼牙によって救出されるが、キュウシュウ勢力の争いでスカルサーペントが勝利する場合はスカルサーペントによって救出される。ホーリーフレイム関連の人物の中では唯一仲間になる。

#### 独立勢力
前田 転子（まえだ てんこ）
夢の島を聖地とし、ハニー（ハニワ様）を神と崇めるハニワ教の信徒。夢の島を訪れた狼牙をハニワ教に勧誘する。
ハニー
アリスソフトの各作品に登場するキャラクター。ハニワのような姿をしている。
スパーン
油田を掘り当ててハワイを丸ごと買い取った男。大のエルフ好きであり、樹界で本物のエルフが発見されたと報じられるや否やハワイのホテルを焼き払って旅立つ（曰く「炎の出発（たびだち）」）。粗暴で高慢な性格の悪人だが、仲間にすることはできる。
スパパーン
スパーンの弟。桃色の鎧を着用しているスパーンに対し水色の鎧で、顔つきや言動も好青年風。
冬摩 彼方（とうま かなた）
魔界孔の発生によって無秩序状態になった真宿で煎餅屋を営む青年。かなりの実力者であり、真宿のならず者たちを牽制して治安を保っている。真宿を離れることをよしとしていないが、狼牙の再三の説得によって狼牙軍団に加わる。
魂塚 妖姫（みたまづか ようき）
真宿の支配者である妖術使いの美女。彼方に惚れ込んでおり、あの手この手で彼方を自分のものにしようとしている。

#### その他
カントウエリア
東亜 大全（とうあ だいぜん）
サラ金会社である「BSファイナンス」の社長。闘京制圧の足がかりとして、豪が融資を受けた。返済のためなら非情になる男で、法外な金利で狼牙に返済を迫る（本人曰く「他と比べれば良心的なほう」とのこと）。しかし金貸しとしてのプライドはあるようで、返せる見込みがある顧客にしか貸さない。
無銘 まさかり（むめい まさかり）

無銘 あいくち（むめい あいくち）

二十六木 遊（とどろき ゆう）
エルフの住まう樹界で暮らしている少年。本来エルフの掟で男は奴隷にするか殺すかのどちらかだが、ソネットの懇願によってそのどちらでもない扱いを受けている。精霊を見ることができる。
ソネット
樹界の奥に住まうエルフ。遊とは相思相愛の仲。樹界でエルフの里を発見したまま仲間にしないでいるとスパーンに拉致されてしまう。また、エルフは森の中でしか生きられず、魔界孔の影響で緩和されているものの森から離れるのは危険であり、ゲーム中でも樹界もしくは魔界孔のある真宿以外に配置すると信頼度が急激に低下し、すぐに死亡してしまう。
美杉 良太郎（みすぎ りょうたろう）
耽美系のルックスをした自他ともに認める美男子。世界の危機に備えてバラ園の中で長い眠りについていたところを狼牙に発見され、狼牙軍団に加わる。歌が上手く、各地でコンサートを開いて民衆を魅了する。
凱場 マック（がいば マック）
ダンジョン制覇を生きがいにする冒険野郎。ネコ科を思わせる顔をしている。すべてのダンジョンを制覇したことで目標を見失ってしまうが、狼牙の言葉で意気を取り戻して狼牙軍団に加わる。
亜門 砕斗（あもん さいと）
「バトルジャイロ」という玩具に熱中している少年。狼牙にジャイロの勝負で負けたことをきっかけにして仲間になる。
丹沢 丹奈（たんざわ にな）
秋波原にある「たんたん本店」の店長。無表情で寡黙だが、万引きから指を切り取って集めるなど奇行や猟奇的な言動が目立つ。仲間にするにはたんたん本店で販売しているアイテムをすべて購入する必要がある。
金竜（きんりゅう）
満月の時のみ現れるダンジョン「混沌天使の塔」の最上階に眠っていた少女。マックが食べようとしていたカップラーメンに釣られて仲間に加わる。機嫌を損なうとなぜかキムチを顔面に投げつける。
ヴァンダイン
B能力によって機械と融合した特体生。右手と両脚を奪われて巨大な磁石に貼り付けられており、奪われた四肢の発見を狼牙に求める。
天王子 ミオ（てんのうじ ミオ）
動物と会話できるB能力を持つ少女。動物を使って各地で食料強奪事件を起こしており、学連にマークされている。
コメートさん

マミー・シルアビルVIII世
全身に包帯を巻きつけただけの格好をした女性。水分が不足すると干物のようになってしまう。塔鳥のピラミッド周辺にある地下遺跡の中で狼牙が用を足したことで水分を得て復活し、狼牙を命の恩人と慕って仲間に加わる。「王族だった」と自称しているが、事実は不明。
白百合 小百合（しらゆり さゆり）

魔法少女

変身ヒーロー

遅刻ペンギン

ムー大帝（ムーたいてい）

宇宙の帝王

ブロードキャス子

淫夢ドクター裸美（いんむドクターらび）
ノーマルモードには登場しない。

カンサイエリア
叢雲 静梨（むらくも しずり）
小次郎に操られている女剣士。剣道とは面識があり、剣の目標にされている。狼牙と剣道が打ち倒したことで正気を取り戻し、狼牙軍団に加わる。
アバオ・亜空（アバオ あくう）
宇宙（そら）から来たと自称する、仮面をつけたアフロヘアーの男。王阪で野球対決をしていたなななの特大ホームランによって落ちてきた。
忍者キャプターざくろ
大の忍者好きで、グッズでは飽き足らず本物の忍者から「忍拓」を取っている謎の少女。シノビブクロの「ケムまる」を連れている。忍者限定で百発百中の「めるめる弾」を使う。
真田 なむ（さなだ なむ）
両親の経営する焼き鳥屋が潰れてしまったためアルバイトをしている関西弁の少女。しかし失敗続きで幾度となくクビになって各地を転々としている。
有明 はらみ（ありあけ はらみ）
同人誌の収集と執筆に並々ならぬ情熱を注ぐオタク少女。
大まおー

高倉 仮名（たかくら かな）

湯の花 おゆう（ゆのはな おゆう）

八羅四堂（やらしどう）
本名不詳・年齢不詳の謎の男。精神感応系のB能力によって各地で女性に性的な夢を見せており、学連に指名手配されている。
七式 青（ななしき あおい）
特体生の能力を引き出す能力を持った女性。日奔橋にある特体生訓練施設「虎々の穴」にコーチとして招かれたが、「虎々の穴」は潰れてオタク向けショップ「とらとらのあな」になってしまっており、偶然そこに居合わせた狼牙にコーチとしてスカウトされる。

北国エリア
緋皇宮 神耶（ひおうぐう かぐや）
魔族を狩ることに固執する寡黙な少女。猫耳らしきものが生えている。何らかの研究によって作り出された、魔物と同質の存在らしい。
ルヴァウル
神耶のパートナーであり、神耶が背負っている箱の中に住まう異形の怪物。神耶の名付け親でもある。言動は陽気で、神耶をからかうような発言も多い。
森沢 毬音（もりさわ まりね）
「バレーボーリング」という、文字通りボーリング球でバレーボールをする競技に打ち込む男勝りなスポーツ少女。
リオン
狼牙軍団に加わった後の鬼人によって作られた自立型人形。鬼人の判断によってシオン同様狼牙に仕える身となる。

## スタッフ
シナリオ
- イマーム
- HIRO
- はちまん

メインキャラクター原画
- むつみまさと
- おにぎりくん

サブキャラクター原画
- 織音
- ちょも山
- MIN-NARAKEN
- K
- えびちり
- 福西雅彦
- 月餅
- ドラ之介モグ太
- よーいちろー
- 佐伯たかし

音楽
- Shade
  - 主題歌「Dash! To Truth」
作詞 - HIRO / 作曲・編曲 - Shade / 歌 - ブリジット本田

## 関連商品

### カードゲーム
Lycee
シルバーブリッツのカードゲーム、Lyceeに参戦している。収録エキスパンションは、Alicesoft1.1など。

### 書籍

#### ノベライズ
角川スニーカー文庫から全2巻が出版されている。著者は伊東アキカズ、イラストレーターは愛姫みかん。
1. 大番長 立志編 (2004年9月30日 発行) ISBN 9784044706012
2. 大番長 宿命編 (2005年4月28日 発行) ISBN 9784044706029

#### アンソロジーコミック
大番長 アンソロジーコミック
エンターブレイン (マジキューコミックス) より、2004年5月に発行。
ISBN 4757718446
大番長 コミックアンソロジー
ビブロス (カラフルコミックスKids) より、2004年7月1日に発行。
ISBN 4835216237
大番長 アンソロジーコミックス
宙出版 (ミッシィコミックス) より、2004年8月24日に発行。
ISBN 4776713675